# Fortín de Novillas
El Fortín de Novillas es un fortín de fusileros que se encuentra en la villa de Novillas, en la provincia de Zaragoza, Aragón, España.

## Historia
El fortín se construyó entre 1873 y 1875 y formaba parte de una red de 45 torres ópticas que se extendía desde Zaragoza a Amposta siguiendo el curso del río Ebro por la margen derecha. Se edificó en el contexto de la tercera guerra carlista siguiendo órdenes del general Manuel de Salamanca Negrete, que reorganizó la defensa del eje del Ebro contra los carlistas, y bajo la dirección técnica del capitán del cuerpo de Ingenieros Manuel Bringas Martínez que diseñó un modelo tipo de torre óptica estándar para toda la línea defensiva del que únicamente se apartan en Aragón la torre de Salamanca de Caspe, el fortín de Sástago y este fortín de Novillas.
Estaba ocupado por la Octava Compañía del Batallón Provincial de Zaragoza y tenía como misión controlar el paso del río por el puente de barcas de Novillas, vigilando la amenaza de tropas carlistas procedentes de Navarra y el País Vasco.

## Descripción
El edificio tiene una superficie de 350 metros cuadrados y tiene capacidad para alojar a un destacamento. Tiene planta casi cuadrada, midiendo dieciocho por diecinueve metros de lado y en dos esquinas opuestas se abren dos baluartes en abanico con aspilleras para fusiles. tiene un único acceso que se encuentra situado en la fachada Suroeste. Todo el recinto tiene aspilleras en su fachada destinadas a la defensa del fortín.

## Catalogación
El Fortín de Novillas está incluido dentro de la relación de castillos considerados Bienes de Interés Cultural, en virtud de lo dispuesto en la disposición adicional segunda de la Ley 3/1999, de 10 de marzo, del Patrimonio Cultural Aragonés. Este listado fue publicado en el Boletín Oficial de Aragón del día 22 de mayo de 2006.